# Bathyaulax varkonyii
Bathyaulax varkonyii (лат.) — вид паразитических наездников рода Bathyaulax из семейства Braconidae. Назван в честь Dr. Gergely Varkonyi.

## Распространение
Встречается в восточной Африке (Танзания).

## Описание
Бракониды среднего размера, длина тела около 2 см (тело 17 мм, переднее крыло 16 мм, яйцеклад 16 мм). Усики тонкие, нитевидные (из 103 флагелломеров). От близких родов отличается следующими признаками: 
бороздчатость на втором тергите извилистая и переднемедиальный треугольник сильно приподнят. Усики по крайней мере чёрные у основания. Усиковые щетинки коричневые. Скульптура тергита 5 морщинистая до сетчатой. Основная окраска жёлтая, за исключением следующих частей: чёрные усики, вершина мандибул и яйцеклад. Предположительно, как и близкие виды, паразитоиды личинок древесных жуков. Вид был впервые описан в 2007 году энтомологами Austin Kaartinen (University of Helsinki, Финляндия) и Donald Quicke (Chulalongkorn University, Бангкок, Таиланд).